# دیوید مارتین (هنرمند)

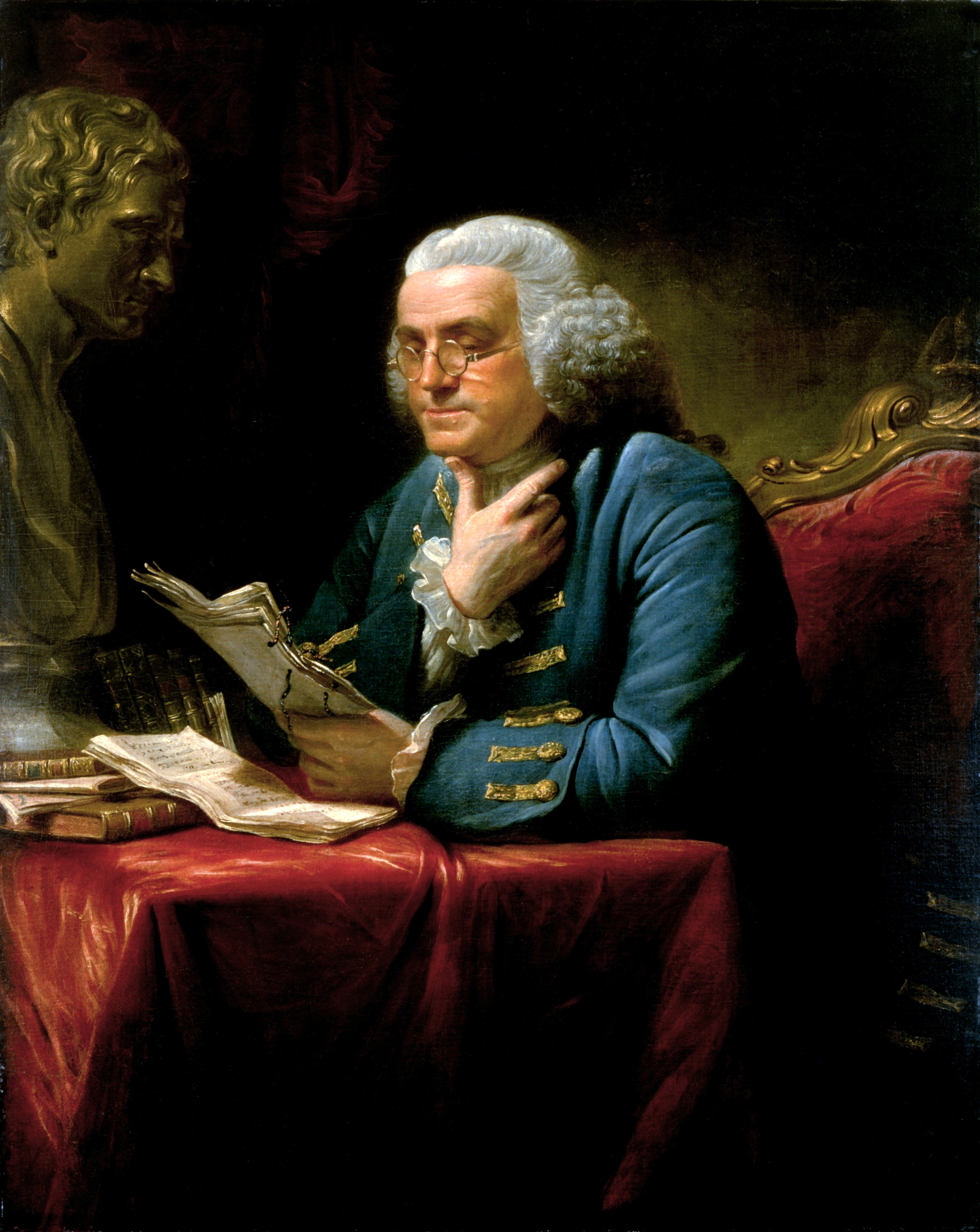
نقاشی بنجامین فرانکلین اثر دیوید مارتین،سبک رنگ روغن روی بوم

دیوید مارتین (به انگلیسی: David Martin) (۱۷۳۷ آوریل ۱- ۱۷۹۷ دسامبر ۳۰) یک نقاش انگلیسی و گراورساز بود. که در فیفی٬آنستراتر اسکاتلند متولد شد، او قبل از به شهرت رسیدن به عنوان یک چهره‌نگار فعالیت می‌کرد.